# ヴィクター・ギンスバーフ
ヴィクター・アレクサンドル・ギンスバーフ（英: Victor Alexandre Ginsburgh、1939年 - ）は、オーストリア出身のベルギーの経済学者である。ルワンダで生まれている。
ギンスバーフは、ソルベイ・ビジネス・スクールとブリュッセル自由大学で学び、計量経済学を専攻した。1972年に経済学博士を取得している。1975年からは、ブリュッセル自由大学教授である。また、米国（イェール大学・ヴァージニア大学・シカゴ大学）やフランス（パリ大学・マルセイユ大学）、ベルギー（ルーヴァン・カトリック大学・リュージュ大学）の複数の大学で客員教授を務めてきた。
活発な研究活動を行っており、ギンスバーフは、何冊かの本に加えて130を越える学術論文を公表している。論文は『エコノメトリカ』や『アメリカン・エコノミック・レビュー』に掲載されている。教授の研究領域は、一般均衡理論、ミクロ経済理論、文化経済学である。文化経済学においては、世界的権威と見なされている。

## 主要著作
- The Economics of Legal Disputes Over The Ownership of Works of Art and Other Collectibles, in Essays in the Economics of the Arts, V. A. Ginsburgh & P.-M. Menger, eds. (Elsevier Science, 1996).
- The Structure of Applied General Equilibrium Models, Cambridge, MA: MIT Press, 1997 (with Michiel Keyzer).
- Absentee bidders and the declining price anomaly in wine auctions, Journal of Political Economy 106 (1998), 1302-1322.
- Expert Opinion and Compensation: Evidence from a Musical Competition, American Economic Review 93 (2003), 289-296 (with Jan van Ours).
- Handbook of the Economics of Art and Culture, North-Holland (2006), V. A. Ginsburgh & David Throsby, eds, ISBN 978-0444508706